# Championnats d'Afrique de boxe amateur 2023
Navigation
Édition précédente Édition suivante
La 20e édition des championnats d'Afrique de boxe amateur se déroule à Yaoundé, au Cameroun. Initialement prévue du 13 au 25 juin 2023, la compétition est reportée du 21 juin au 3 juillet 2023 puis du 28 juillet au 6 août 2023 en raison de dissensions internes à la Fédération camerounaise de boxe,.
264 boxeurs et boxeuses provenant de 27 pays participent à la compétition.
Le Maroc est en tête du classement des médailles avec 11 podiums dont 8 en or, devant la république démocratique du Congo, remportant 15 médailles dont 5 en or.

## Médaillés
| Catégorie | Or                           | Argent                         | Bronze                                         |
| Hommes    | Hommes                       | Hommes                         | Hommes                                         |
| --------- | ---------------------------- | ------------------------------ | ---------------------------------------------- |
| -48 kg    | Lubalalo Lusizi              | Marcial Wouang                 | Yassine Nordine Issufo Livens Tulembekwa Zola  |
| -51 kg    | Said Mortaji                 | Sinovuyo Mtintelwa             | David Karanja Macharia Mouhaman Issouhou       |
| -54 kg    | Imad Azoui                   | Franck Stevie Mombey           | Pape Mamadou Sow Shaffi Bakari Hassan          |
| -57 kg    | Soulaimane Samghouli         | Frazier Mujinga Matumona       | Armando Rugoberto Sigauque Dolapo Omole        |
| -60 kg    | Sanele Sogcwayi              | Amiri Wasswa Ssali             | Idriss Kitangila Mweba Saiefeddine Ayari       |
| -63.5 kg  | Jugurtha Ait-Bekka           | Louis Richarno Colin           | Abdelhaq Nadir Dival Malonga                   |
| -67 kg    | Boniface Zengala Malenga     | Bernardo Delfina Marime        | Matovu Ukasha Jean Junior Messi Elime          |
| -71 kg    | Steve Kulenguluka Mbiya      | Tiago Osorio Muxanga           | Merven Clair Albert Mengue Ayissi              |
| -75 kg    | Mohammed Rabii               | David Tshama Mwenekabwe        | Moro Diarra Okello Ronald Faizo                |
| -80 kg    | Peter Mpita Kabeji           | Mpi Anauel Ngamissengue        | Robert Nehemiah Okaka Seydina Mouhamed Konaté  |
| -86 kg    | Mohamed Assaghir             | Nathan Landu Mbeli             | Albino Julio Gabriel Yusuf Lucasi Changalawe   |
| -92 kg    | Adams Olaore                 | Karamba Kebe                   | William Mbangi Mukiena Peter Abuti Alwanga     |
| +92 kg    | Serge Mvogo Amougou Zacharie | Keddy Evans Agnes              | Solomon Kozaala Mourad Kadi                    |
| Femmes    |                              |                                |                                                |
| -48 kg    | Yasmine Mouttaki             | Fatiha Mansouri                | Wafa Hafsi Christine Ongare                    |
| -50 kg    | Roumaysa Boualam             | Rabab Cheddar                  | Adeola Uyesiji Thandolwethu Mathiba            |
| -52 kg    | Reine Laure Ngoune           | Gisèle Nyembo Muamba           | Grace Nanlinga Liliane Nshimirimana            |
| -54 kg    | Widad Bertal                 | Fatma Zohra Abdelkader Hedjala | Benilde Macaringue Amina Martha Faki           |
| -57 kg    | Marcelat Sakobi Matshu       | Khouloud Hlimi Moulahi         | Dorine Stéphane Mambou Nouhaila Hlioui         |
| -60 kg    | Hadjila Khelif               | Merveille Mbalayi Mbamba       | Nisrine Amine Sagar Sy                         |
| -63 kg    | Hichrak Chahib               | Erina Namutebi                 | Jeanine Mbala Amboki Isabel Sandra Mulungo     |
| -66 kg    | Ivanusa Gomes Moreira        | Oumaïma Bel Ahbib              | Mireille Noelle Bindzi Ongbibou Emily Nakalema |
| -70 kg    | Alcinda Lucas dos Santos     | Grace Joseph Mwakamele         | Brigitte Mbabi Ndèye Seynabou Dieng Ndiaye     |
| -75 kg    | Rady Adosinda Gramane        | Patricia Mbata                 | Balemaken Chepe Lenou Muriel Mkateko Sithole   |
| -81 kg    | Khadija Mardi                | Marie-Joëlle Mwika             | Bernadette Keuye Elizabeth Andiego             |
| +81 kg    | Jorbelle Malewu Tekasala     | Marie Victorine Onguene Tsimi  | Non attribuée                                  |